# One in a Million (canción de Rex Orange County)
«One in a Million»  (estilizada en mayúsculas) es una canción interpretada por el músico británico Rex Orange County. Fue publicada el 11 de marzo de 2022 como la quinta canción de su cuarto álbum de estudio, Who Cares?

## Composición y letra
«ONE IN A MILLION» es una canción de rhythm and blues, con elementos de música jazz. La letra de la canción trata sobre el músico dándose cuenta de que no puede proporcionar las cosas que necesita la mujer que ama. Kirsten Kizis, escribiendo para Beyond the Stage, dijo que “[las letras] son dulces y simples, lo que hace que esta sea otra [canción] fácil de escuchar”.

## Video musical
Un videoclip, dirigido por Bráulio Amado, fue publicado en el canal de YouTube el 7 de junio de 2022. El video muestra a una persona vestida de corazón que atormenta a Rex mientras realiza sus tareas cotidianas.

## Interpretaciones en vivo
La canción hizo su debut en vivo el 10 de marzo de 2022 en The Late Show with Stephen Colbert.

## Créditos
Músicos
- Rex Orange County — voz principal y coros, arreglos
- Benny Sings – guitarra bajo, piano, coros, drum programming
- Joe MacLaren – bajo eléctrico

Personal técnico
- Joe LaPorta – masterización
- Ben Baptie – mezclas, ingeniero de audio
- Tom Archer – asistente de mezclas

## Posicionamiento
| Gráfica (2022)                                          | Pico de posición |
| ------------------------------------------------------- | ---------------- |
| Nueva Zelanda (Recorded Music NZ)                       | 17               |
| Estados Unidos (Billboard Hot Rock & Alternative Songs) | 30               |